# 3927 Feliciaplatt
3927 Feliciaplatt eller 1981 JA2 är en asteroid i huvudbältet som upptäcktes den 5 maj 1981 av det amerikanska astronom paret Eugene M. och Carolyn S. Shoemaker vid Palomar-observatoriet. Den är uppkallad efter Felicia Platt, mor till den amerikanske astronomen Jane Platt.
Asteroiden har en diameter på ungefär 3 kilometer.